# أنجيلا بويد
أنجيلا بويد (بالإنجليزية: Angela Boyd)‏ هي لاعبة بولينغ نيوزيلندية، ولدت في 10 أكتوبر 1986.